# Landgoed Bosbeek

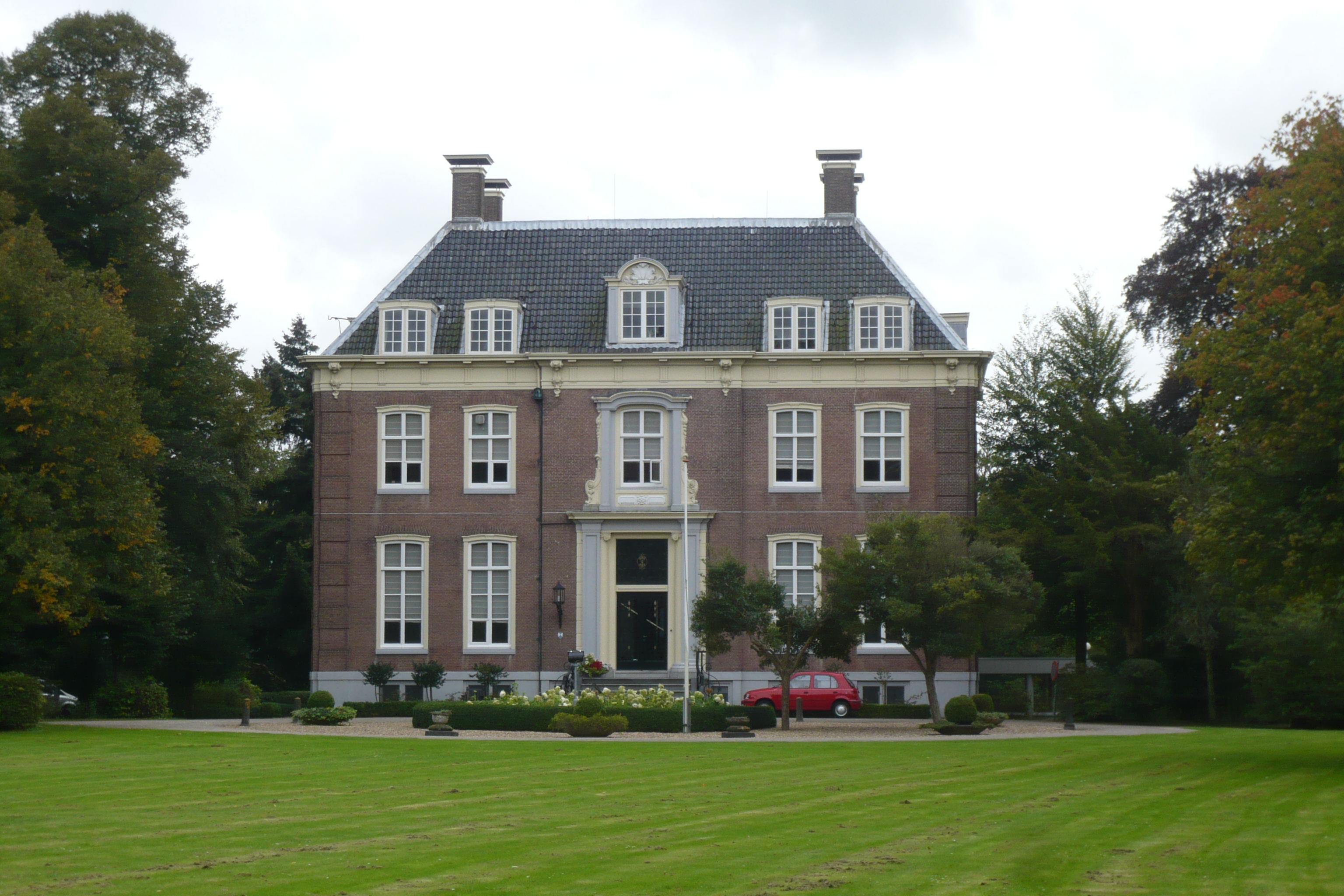
Bosbeek in 2011

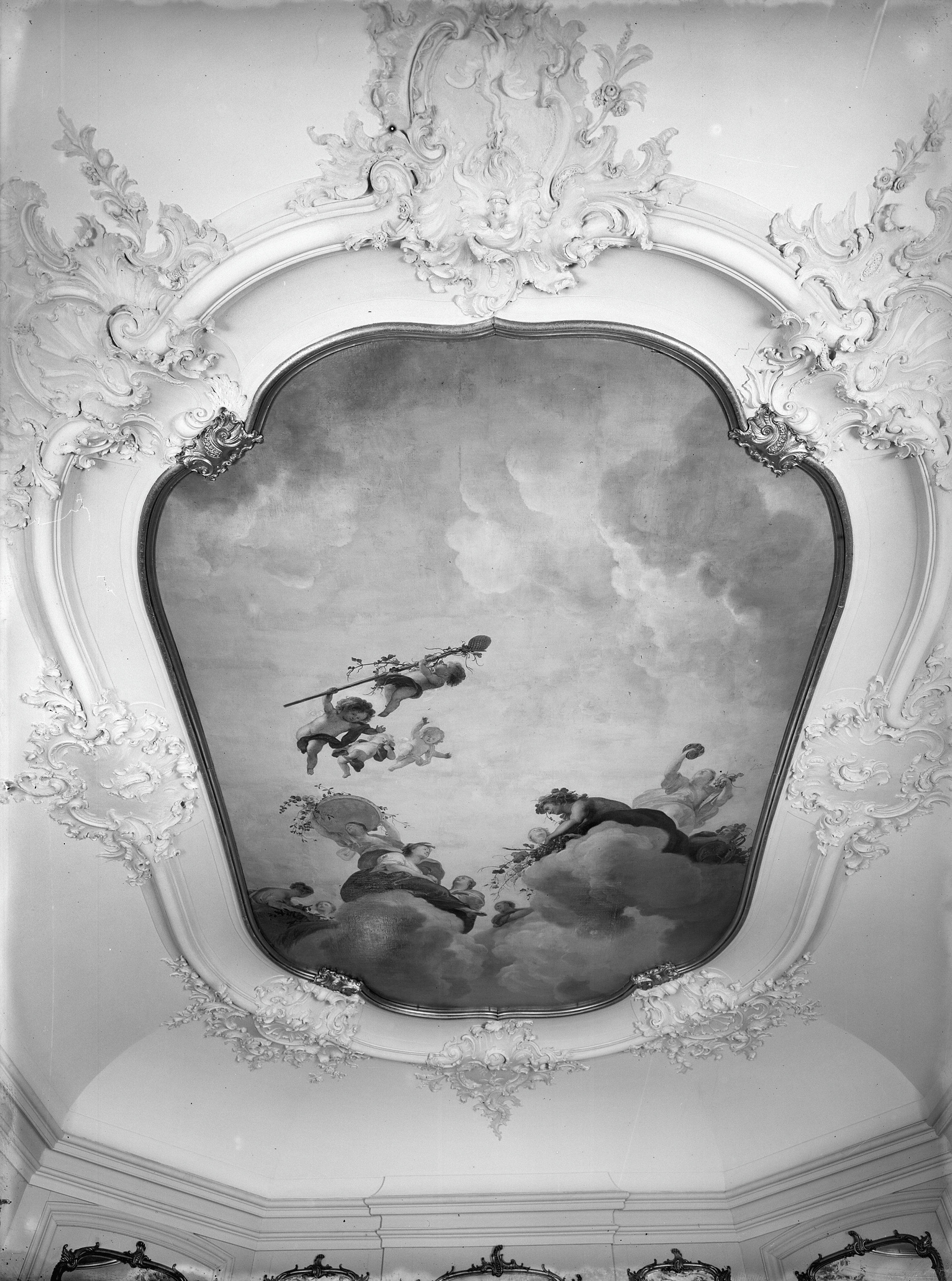
Plafondschildering met Bacchus en Cerus

Bosbeek (ook bekend als Rustmeer) is een buitenplaats aan de Glipperdreef in de Nederlandse plaats Heemstede.

## Geschiedenis
De hofstede wordt in 17e-eeuwse documenten vermeld als in handen van de Haarlemse koopman Jan Lubbertsz. Busch. Hij verkocht de hofstede in 1631 aan de Amsterdamse koopman Hendrick Coymans, die het in 1690 doorverkocht aan Cornelis Bors van Waveren.
Gerard Aarnout Hasselaer, burgemeester en raad van Amsterdam en sinds 1753 directeur van de Hollandse Maatschappij der Wetenschappen te Haarlem, liet het interieur van de buitenplaats verfraaien door Jacob de Wit. Een grote plafondschildering van Bacchus en Ceres in de wolken, gemaakt in 1751, is nog aanwezig in het huis.
In 1784 kwam het landgoed in bezit van de familie Hope. Het werd toen samengevoegd met het nabije landgoed Groenendaal. De familie bewoonde meer dan een eeuw gedurende de zomermaanden. Ze maakten van het landhuis het hoofdgebouw van het samengevoegde landgoed. Tegenwoordig is Bosbeek weer afgesplitst van Groenendaal.
Van 1873 tot 1912 waren jhr. Jean Baptiste van Merlen (1833-1909), ritmeester, lid gemeenteraad van Heemstede, lid provinciale staten van Noord-Holland (kleinzoon van Jean Baptiste van Merlen) en echtgenote Clasina Alida Visser eigenaar van het landgoed. Hun erven verkochten het grootste gedeelte in 1913 aan de gemeente Heemstede om daarmee tegen te gaan dat het gebied in handen zou komen van de op dat moment rijke bloembollenkwekers die graag hun werkterrein wilde uitbreiden en het bos zouden kappen. Groenendaal is vervolgens afgescheiden en werd een openbaar wandelbos.
Van 1924 tot 1944 was F.B.E. Gutmann bezitter van Bosbeek. Hij beschikte over een rijke kunstcollectie. Gutmann werd begin april/begin mei 1944 vermoord in het concentratiekamp Theresiënstadt.
De congregatie van Zusters van "De Voorzienigheid" uit Amsterdam kocht de buitenplaats op 29 december 1950. In 1960 werd er een verpleeg- en verzorgingstehuis voor religieuzen op het terrein gebouwd waar later ook anderen terechtkonden. In 1997 droegen de zusters deze verpleegzorg over aan de seculiere stichting 'Sint Jacob' die al een aantal tehuizen in de regio Haarlem exploiteerde. Het landhuis met tuin en kerkhof en enkele appartementen bleven in het bezit van de congregatie.